# Quentalia subrufa
Quentalia subrufa är en fjärilsart som beskrevs av William Schaus. Quentalia subrufa ingår i släktet Quentalia och familjen silkesspinnare. Inga underarter finns listade.